# Chiba Alpencup
Der Chiba Alpencup ist eine Radmarathon-Veranstaltung, die aus drei Rennen mit gemeinsamer Gesamtwertung für Fahrer, die an allen drei Rennen teilnehmen, besteht.
Die Serie beinhaltet den Amadé Radmarathon, den Engadin Radmarathon und den Eddy Merckx Classic. Früher gehörte auch noch der Berchtesgadener Land Radmarathon dazu, der im Jahr 2010 zum letzten Mal ausgetragen wurde. Der Anspruchsvollste der drei Radmarathons ist der Engadin-Radmarathon in Zernez; er führt über drei Pässe bei der kurzen Strecke und fünf Pässe bei der langen Strecke, was den Radmarathon zu einer besonderen Herausforderung macht und gehört gleichzeitig zu den bekanntesten und größten Radmarathons der Schweiz. Diese Radsportveranstaltung ist ein Teil der Swiss Cycling Top Tour, gleichzeitig ist der Engadin Radmarathon die größte Veranstaltung des «Alpencup». In dieser Rennrad-Serie wird gemeinsam mit dem Amadé Radmarathon in Radstadt, Österreich, sowie dem Eddy Merckx Classic Radmarathon in Fuschl am See eine gemeinsame Wertung geführt. Der Abschluss des Alpencups ist der Eddy Merckx Classics, der Mitte September in Österreich stattfindet.

## Amadé Radmarathon
Der Amadé Radmarathon ist der erste des Alpencups und findet im Mai statt. Start- und Zielort ist Radstadt im Pongau, er führte über zwei Strecken, einer kurzen Strecke und einer langen Strecke: die kurze verläuft über eine Distanz von ungefähr 96 km und hat 1535 Höhenmeter, die lange Strecke verläuft über eine Distanz von ungefähr 147 km und hat 2221 Höhenmeter. Er ist damit das leichteste der drei Rennen. Seit einigen Jahren werden drei Streckenvarianten über 181 km und 2490 Höhenmeter, 96 km und 1535 Höhenmeter sowie 54 km und 1040 Höhenmeter angeboten.

## Engadin Radmarathon
Der Engadin-Radmarathon ist der Höhepunkt des Alpencups und der einzige in der Schweiz. Er findet im Juli statt und wird seit 2005 ausgetragen. Start- und Zielpunkt ist Zernez im Engadin. Er führt ebenfalls über eine kurze und lange Strecke: die kurze Strecke verläuft über eine Distanz von ungefähr 97 km  und hat 1325 hm, die lange verläuft über eine Distanz von ungefähr 211 km und hat 3827 hm; daher ist sie die schwerste der drei Rennen und verläuft darüber hinaus über drei Pässe mit über 2000 Metern.

## Eddy Merckx Classics
Der nach dem fünfmaligen Tour-de-France-Sieger Eddy Merckx benannte Eddy Merckx Classics ist der Abschluss des Alpencups und die einzige Etappe mit einer kurzen, einer mittleren, und einer langen Strecke. Früher war Eugendorf der Start- und Zielort des Radmarathons; ab September 2015 ist Fuschl am See Start- und Zielort. Die kurze Strecke ist 63 km lang und hat 918 Höhenmeter, die mittlere ist 106 km lang und hat 1593 Höhenmeter und die lange ist 169 km lang und hat 2609 Höhenmeter. Er findet im September statt.